# Ceratotrochus magnaghii
Ceratotrochus magnaghii är en korallart som beskrevs av Cecchini 1914. Ceratotrochus magnaghii ingår i släktet Ceratotrochus och familjen Caryophylliidae. Inga underarter finns listade i Catalogue of Life.